# Юрґен Шредер (веслувальник)
Юрґен Шредер (нім. Jürgen Schröder, 6 березня 1940) — німецький академічний веслувальник.
Срібний призер Олімпійських Ігор 1964 року в складі вісімки.
Чемпіон Європи 1964, 1965 років у складі вісімки.